# Claude Gay

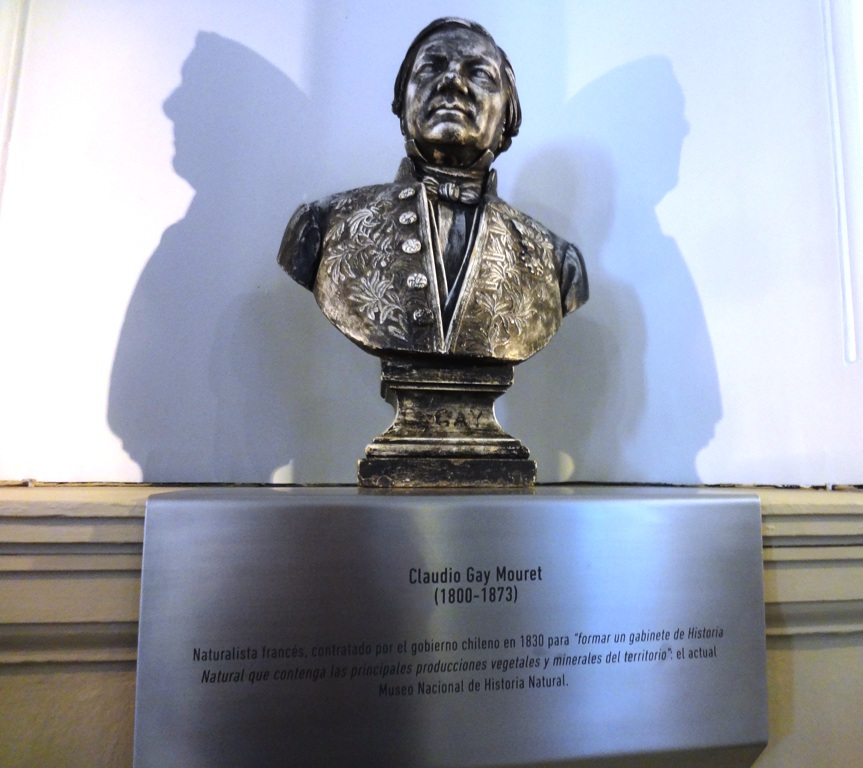
Busto de Claudio Gay (Museo Nacional de Historia Natural de Chile).

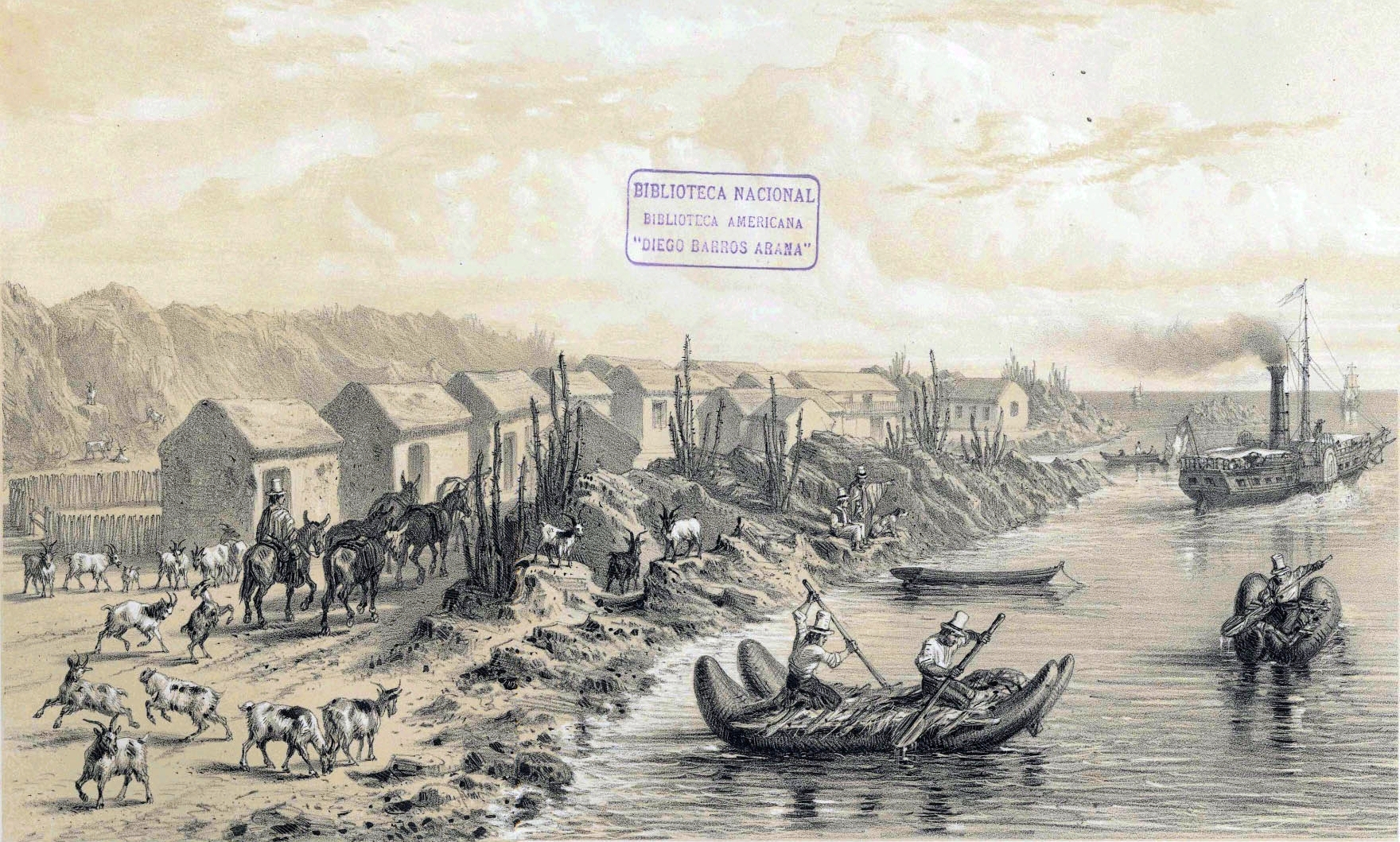
Porto de Huasco (da obra Atlas de la historia física y política de Chile (1854).

Claude Gay Mouret (Draguignan, França, 18 de março de 1800  — Le Deffrens, perto de Flayosc, Var, 29 de novembro de 1873), frequentemente referido por Claudio Gay, foi um botânico e naturalista que se distinguiu ao realizar os primeiros estudos aprofundados da flora, fauna, geologia e geografia do Chile.

## Biografia
Nasceu em Draguignan, sul da França, filho de Jean Gay e de sua esposa Thérèse Mouret, uma família de lavradores. Foi enviado para Paris pela família quando tinha 18 anos de idade com o objectivo de cursar estudos superiores em medicina e farmácia. Contudo, após algum tempo na capital francesa, Gay abandonou esses estudos e decidiu dedicar-se ao estudo da botânica, área na qual se viria a destacar posteriormente.
Foi colector do Museu de História Natural de Paris, ao serviço do qual teve a oportunidade de viajar e percorrer os Alpes franceses, o norte de Itália, a Grécia, algumas ilhas do mar Mediterrâneo e parte da Ásia Menor.
Em 1828, o médico e aventureiro Pedro Chapuis ofereceu-lhe a oportunidade de viajar até ao Chile para dar aulas de História Natural. Atraído pela possibilidade de descobrir a flora e a fauna de um país quase desconhecido, embarcou em Brest em Maio de 1828 para chegar a Valparaíso a 8 de Dezembro do mesmo ano.
Após algumas dificuldades iniciais devidas à instabilidade política que se vivia na época, começou a leccionar classes de física e de história natural no Colegio Santiago, um estabelecimento de educação de Santiago do Chile. Conheceu José Vicente Bustillos, o boticário mais célebre da cidade, que depois o apresentou a Diego Portales.
Foi contratado em 1830 pelo presidente do Chile José Tomás Ovalle e pelo seu ministro Diego Portales para realizar investigações científicas diversas sobre o país e formar um gabinete de história natural, que posteriormente se converteria no Museu Nacional de História Natural do Chile, do qual Gay foi director entre 1830 e 1842. Pelas suas investigações recebeu a Legião de Honra por parte do governo francês.
Em 1838 também explorou e colectou para constituir uma flora do Peru.
O seu trabalho permitiu que viajasse amiudamente pelo Chile, partindo da Laguna de Tagua Tagua. Percorreu extensamente a antiga província de Colchagua, depois a província de Atacama; passou por lugares como o arquipélago de Juan Fernández (1832), a ilha de Chiloé (1835) e a zona central do Chile (1837).
Para albergar a extensa colecção de animais e plantas que reuniu, o governo chileno facilitou um edifício para as expor, guardar e classificar, dando origem ao Museu de História Natural em finais de 1839. Nesse mesmo ano, por proposta do Ministro da Instrução Pública, Mariano Egaña, aceitou escrever uma obra que intitulou de Historia política de Chile.
Em busca de arquivos e entrevistas para aquela indagação, percorreu parte do Peru. Em 1841, concluiu as suas investigações no Chile, obtendo como prémio pela qualidade do seu trabalho uma soma de dinheiro e a nacionalidade chilena por agradecimento da parte do governo de José Joaquín Prieto. Nesse mesmo ano fundou a Quinta Normal de Agricultura (actual parque Quinta Normal). Dois anos mais tarde, foi nomeado membro da Universidade de Chile.
A 16 de junho de 1842 Claudio Gay embarcou na fragata Arequipa rumo a Bordéus. De regresso ao seu país natal, radicou-se em Paris, onde se dedicou a tempo inteiro a escrever a sua obra. Como resultado, publicou 30 livros que descreviam a identidade da natureza chilena.
Gay voltou em 1863 brevemente ao Chile, onde foi recebido como uma celebridade e homenageado no Congresso Nacional.
De volta a França, instalou-se na sua Provença natal, donde faleceu dez anos mais tarde, em 1873.
Ao faleceu, deixou inconcluso um manuscrito sobre os mapuches, que permaneceu arquivado até que o descobriu o antropólogo chileno Daniel Milos, que o leu, transcreveu, traduziu e ordenou, convertendo-o num livro de 372 páginas que com o título de Usos y costumbres de los araucanos publicou através da editorial Taurus em 2018.

## Obra
Entre outras obras, é autor das seguintes publicações:
- Consideraciones sobre las minas de mercurio de Andacollo e Illapel con su posición geológica. Valparaíso (1837), Paris (1851)
- Noticias sobre las islas de Juan Fernández. Valparaíso, (1840)
- Historia física y política de Chile. Paris (1844 a 1848)
- Origine de la pomme de terre. Paris (1851)
- Atlas de la historia física y política de Chile. Paris (1854) ISBN 956-282-628-7[7][8]
- Triple variation de l'aiguille aimantée dans les parties ouest de l’Amérique. Paris (1854)
- Carte générale du Chili. París (1855)
- Considérations sur les mines du Pérou, comparées aux mines du Chili. Paris (1855)
- Historia de la independencia Chilena. (1856)
- Notes sur le Brésil, Buenos Ayres et Rio de Janeiro. Paris (1856)
- Rapport à l'Académie des sciences sur les mines des États-Unis. Paris (1861)
- Usos y costumbres de los araucanos, 2018